# Hôtel du Bât
L’hôtel du Bât ou hôtel du Bol d'Or est un hôtel particulier de la commune de Vitré, dans le département d’Ille-et-Vilaine en région Bretagne.

## Localisation
Il se trouve à l'est du département et dans le centre-ville de Vitré, au numéro 10 de la rue d'Embas.

## Historique
L’hôtel date de 1513.
Il est inscrit au titre des monuments historiques depuis le 5 novembre 1926,,.

## Architecture

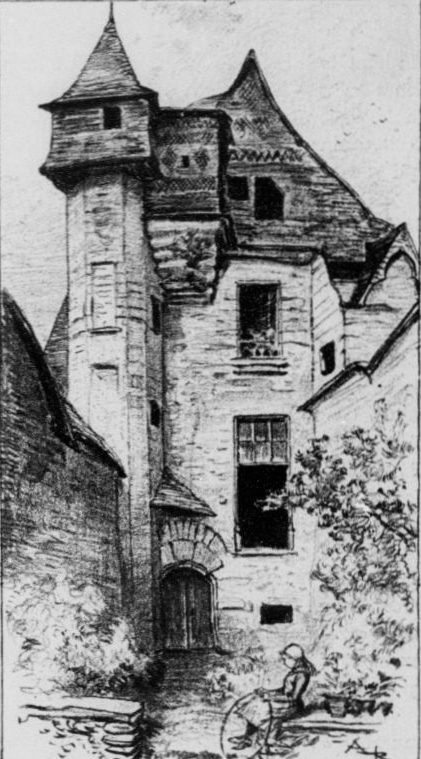
Lithographie d'Albert Robida, vers 1900.
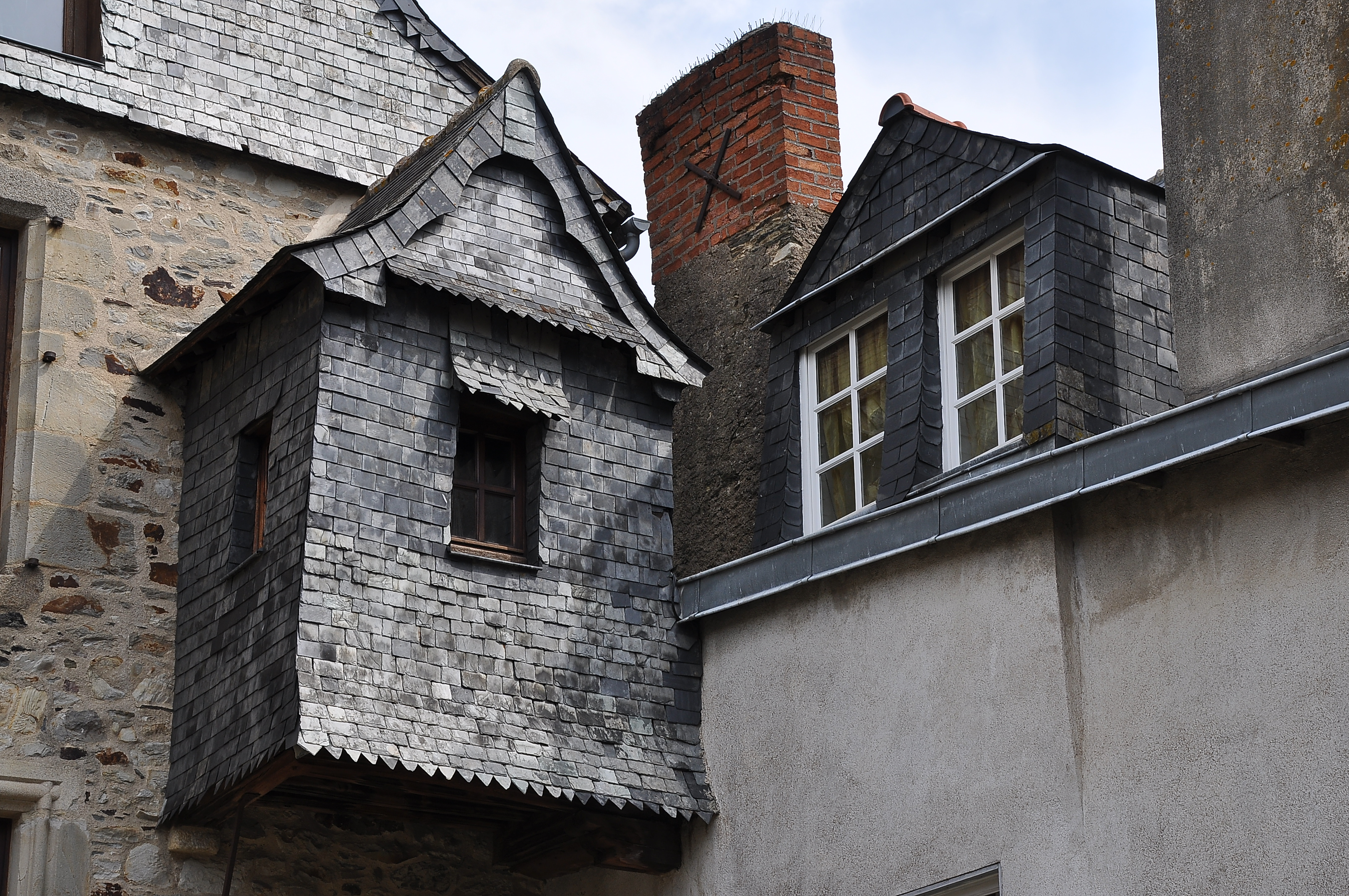
Détail du cabinet en bois surplombant l'entrée.